# Prionodon contortus
Prionodon contortus là một loài rêu trong họ Prionodontaceae. Loài này được Herzog mô tả khoa học đầu tiên năm 1916.